# Challenger de Porto
El Porto Challenger es un torneo profesional de tenis. Pertenece al ATP Challenger Series. Se juega desde el año 1982, en años alternantes sobre pistas de tierra batida, en Oporto, Portugal.

## Palmarés

### Individuales
| Año       | Campeón              | Finalista             | Resultado        |
| --------- | -------------------- | --------------------- | ---------------- |
| 1982      | Jairo Velasco Sr.    | Juan Avendaño         | 6–7, 6–3, 6–3    |
| 1983-1986 | No Celebrado         | No Celebrado          | No Celebrado     |
| 1987      | Christian Bergström  | Alex Antonitsch       | 6–1, 6–3         |
| 1988      | Paul Dogger          | Michiel Schapers      | 6–2, 3–6, 6–3    |
| 1989      | Andrei Cherkasov     | Javier Sánchez        | 7–6, 7–5         |
| 1990      | Mark Koevermans      | Franco Davín          | 6–3, 6–3         |
| 1991      | Stefano Pescosolido  | Roberto Azar          | 6–1, 6–1         |
| 1991 (2)  | Bart Wuyts           | Martin Wostenholme    | 6–3, 7–5         |
| 1992      | José Francisco Altur | Claudio Mezzadri      | 1–6, 7–6, 7–5    |
| 1992 (2)  | Jordi Arrese         | Lars Jönsson          | 2–6, 6–1, 6–0    |
| 1993      | Younes El Aynaoui    | Jordi Arrese          | 7–5, 0–6, 6–4    |
| 1993 (2)  | Franco Davín         | Gabriel Markus        | 6–4, 6–3         |
| 1994      | Gilbert Schaller     | Marcelo Filippini     | 6–2, 7–5         |
| 1995      | No Celebrado         | No Celebrado          | No Celebrado     |
| 1996      | Richard Fromberg     | Galo Blanco           | 6–3, 7–6         |
| 1997      | No Celebrado         | No Celebrado          | No Celebrado     |
| 1998      | Younes El Aynaoui    | Stefan Koubek         | 4–6, 6–2, 6–4    |
| 1999-2020 | No Celebrado         | No Celebrado          | No Celebrado     |
| 2021      | Altuğ Çelikbilek     | Quentin Halys         | 6–2, 6–1         |
| 2022      | Altuğ Çelikbilek     | Christopher O'Connell | 7–6(5), 3–1 ret. |

### Dobles
| Año       | Campeones                               | Finalistas                            | Resultado              |
| --------- | --------------------------------------- | ------------------------------------- | ---------------------- |
| 1982      | Libor Pimek Thierry Stevaux             | Andy Kohlberg Robbie Venter           | 4–6, 7–6, 7–5          |
| 1983-1986 | No Celebrado                            | No Celebrado                          | No Celebrado           |
| 1987      | Conny Falk Stefan Svensson              | Ronnie Båthman Michael Tauson         | 7–5, 5–7, 6–3          |
| 1988      | Michiel Schapers Huub van Boeckel       | Andrei Olhovskiy Alexander Zverev     | 6–3, 3–6, 7–6          |
| 1989      | Tomás Carbonell Carlos Costa            | Paul Haarhuis Denis Langaskens        | 6–4, 6–3               |
| 1990      | Eduardo Bengoechea Christian Miniussi   | Jose Clavet Francisco Roig            | 6–0, 6–3               |
| 1991      | Dimitri Poliakov Tomáš Anzari           | Paul Haarhuis Mark Koevermans         | 3–6, 6–3, 6–4          |
| 1991 (2)  | Josef Čihák Tomáš Anzari                | Juan Carlos Báguena Andrés Gómez      | 7–5, 6–2               |
| 1992      | Carl Limberger Tomáš Anzari             | Brian Devening Bent-Ove Pedersen      | 3–6, 6–1, 6–4          |
| 1992 (2)  | Doug Eisenman Bent-Ove Pedersen         | Jordi Arrese Àlex Corretja            | 1–6, 6–4, 6–2          |
| 1993      | Menno Oosting Daniel Vacek              | Jordi Burillo Javier Sánchez          | 6–3, 7–6               |
| 1993 (2)  | Johan de Beer Brent Haygarth            | Cristian Brandi Federico Mordegan     | 6–2, 2–6, 7–6          |
| 1994      | Luis Lobo Javier Sánchez                | Jorge Lozano Roberto Saad             | 7–6, 6–3               |
| 1995      | No Celebrado                            | No Celebrado                          | No Celebrado           |
| 1996      | Emanuel Couto Nuno Marques              | Bernardo Mota Jimy Szymanski          | 6–7, 6–3, 7–5          |
| 1997      | No Celebrado                            | No Celebrado                          | No Celebrado           |
| 1998      | Juan Ignacio Carrasco Jairo Velasco Jr. | Cristian Brandi Stephen Noteboom      | 7–5, 6–4               |
| 1999-2020 | No Celebrado                            | No Celebrado                          | No Celebrado           |
| 2021      | Guido Andreozzi Guillermo Durán         | Renzo Olivo Miguel Ángel Reyes-Varela | 6–7(5), 7–6(5), [11–9] |
| 2022      | Yuki Bhambri Saketh Myneni              | Nuno Borges Francisco Cabral          | 6–4, 3–6, [10–6]       |